# Karina Beuthe
 (octobre 2022).
Karina Beuthe Orr est une actrice belge née le 10 décembre 1969 à Tournai.

## Biographie
Élevée par un père bruxellois et une mère américano-suédoise, Karina grandit à Mons dans une triple culture qui lui donnera le goût de l'ailleurs et des langues (français, anglais, néerlandais, espagnol, italien et suédois).
Très tôt, les activités artistiques et sportives occupent tout le temps qu’elle ne passe pas sur les bancs de l’école : dessin, théâtre et... nage synchronisée, avec l’équipe nationale belge.
En 1987 elle entre aux Beaux-Arts de Breda aux Pays-Bas, puis à la prestigieuse Académie royale d'Anvers. Elle prolongera ses études de graphisme à Londres. Elle obtiendra son diplôme des Beaux-Arts en 1993.
Un peu par hasard, Karina s’inscrit à 22 ans au concours de Miss Belgian Beauty 92 (voir Miss Belgique) et contre toute attente emporte la couronne devant 19 finalistes flamandes. Cette parenthèse à paillettes sera pour elle la confirmation qu'elle n’est pas faite pour se couler dans le costume consensuel d’une reine de beauté.
Grâce à sa connaissance du néerlandais, elle obtient un poste d’attachée de presse chez EMI Music Belgique. Huit années consacrées à la carrière de géants comme Paul Mc Cartney, Tina Turner, Joe Cocker, Prince lui feront connaître les rouages du monde du spectacle. Ce sont les grandes années de la Britpop et Karina fait la connaissance de Radiohead, Blur, Supergrass... Après un bref passage au poste de Directrice de la Communication au Centre Culturel Le Botanique à Bruxelles, on lui propose la direction du Développement International chez EMI Music France. Elle sera amenée à parcourir le monde aux côtés de Charles Aznavour, Supertramp, Gilbert Bécaud, Saint-Germain…
Ce déménagement à Paris, où elle devait rester six mois, sera définitif.
En 2001, le business musical est à un tournant et nourrie par toutes ces expériences fortes Karina décide de revenir au théâtre. Après avoir acquis un DEUG d'Etudes Théâtrales à la Sorbonne, elle est admise à la Promotion XXV de la Classe libre du Cours Florent, et on la voit dès l'année suivante au théâtre, à la télévision ou au cinéma. 
Au théâtre elle est dirigée par Philippe Calvario, Jean-Michel Ribes, Marc Goldberg, Frédéric Ferrer, Pamela Ravassard, Roland Auzet. Elle joue en français, suédois et anglais. 
Au cinéma elle tourne pour Éric Forestier, Jean-Michel Ribes, Cheyenne Carron , Jennifer Devoldère, Pierre Schoeller, Thierry de Peretti, Olivier Babinet, Jonathan Jakubowicz, Dany Boon, Yann Gozlan, Jérôme Commandeur...
En 2017 elle déménage à Londres, trouve un agent et tourne dans The Crown, ainsi que plusieurs séries sur des chaînes anglaise. 
Elle participe activement à la Compagnie Au Coin du Cercle et à des collectifs d'écriture, suit les masterclass de Robert McKee et John Truby, écrit plusieurs courts métrages. Elle réalise son premier court métrage en 2021, entre deux confinements : Nous Deux ou Bien Rien. Celui-ci est sélectionné au Festival Paris Courts Devant et sera projeté le 12 janvier 2022.
Elle co-écrit également un long-métrage "Chauffeur de Saoudiennes".

### Vie privée
Karina Beuthe Orr a un garçon, Yngve, né en 2008. Elle vit à Paris.

## Théâtre
- 2022 : Heartless, m.e.s. Pamela Ravassard
- 2022 : Borderline(s) Investigation #2, m.e.s. Frédéric Ferrer
- 2021 : Nous l'Europe Banquet des Peuples, m.e.s. Roland Auzet
- 2020 : 65 Miles, m.e.s. Pamela Ravassard
- 2018 : Borderline(s) Investigation #1, m.e.s. Frédéric Ferrer
- 2017 : Saloperie, m.e.s. Azize Kabouche
- 2016 : Kyoto Forever 2, m.e.s. Frédéric Ferrer
- 2015 : Dévoration, m.e.s. Maxime Franzetti, Festival Impatience 104
- 2012 : Ouverture Arnaud Cathrine, m.e.s. Philippe Calvario, Théâtre Ouvert
- 2011 : Sonate pour quatre auteurs, m.e.s. Azize Kabouche, Théâtre de l'Est parisien
- 2007 : Le Nain, d’Assane Timbo, mes. de l’auteur, Théâtre de la Reine Blanche
- 2007 : Ambulance, de Gregory Motton, m.e.s. M. Franzetti Théâtre 13
- 2007 : Tableau d’une exécution, de Howard Barker, m.e.s. P. Mandroux Théâtre du Nord-Ouest
- 2006 : Rorschach, création d’écriture collective de Classe libre, Théâtre du Marais
- 2006 : A Woman of Mystery, de John Cassavetes, m.e.s. Marc Goldberg, Vingtième Théâtre
- 2006 : La Farce du Cuvier, m.e.s. Marc Goldberg, Vingtième Théâtre + Avignon Off
- 2005 : Musée haut, musée bas, de Jean-Michel Ribes, Théâtre du Rond-Point, reprise + tournée.
- 2005 : Je suis ta mémoire, au Théâtre de l’Alizé, m.e.s. Sophie Balazard, Avignon Off
- 2005 : Le Barbier de Séville, de Beaumarchais, m.e.s. Paul Delize, Festival Saint-Mandé
- 2005 : Musée haut, musée bas, de Jean-Michel Ribes, Théâtre du Rond-Point
- 2004 : Henri II, de Vytas Kraujelis, m.e.s. de l’auteur, tournée Normandie
- 2004 : Roberto Zucco, de B-M Koltes, m.e.s. Philippe Calvario, Bouffes du Nord
- 2003 : Les Mangeuses de chocolat, de Philippe Blasband, m.e.s. Fleur Michels, Théâtre Clavel
- 2003 : Laramie Project, de M. Kaufman, m.e.s. L. Chatterley, Théâtre du Marais

## Filmographie

### Cinéma

#### Longs métrages
- 2008 : La Troisième Partie du monde, d'Éric Forestier
- 2008 : Musée haut, musée bas, de Jean-Michel Ribes
- 2010 : La Chute des hommes, de Cheyenne Carron
- 2011 : Et soudain, tout le monde me manque de Jennifer Devoldère
- 2015 :  Un homme idéal, de Yann Gozlan
- 2018 : La Ch'tite Famille, de Dany Boon
- 2019 : Resistance, de Jonathan Jakubowicz
- 2020 : Enquête sur un scandale d'État, de Thierry de Peretti
- 2021 : Irréductible, de Jérôme Commandeur

#### Courts métrages
- 2002 : Les Gays envahisseurs, de Myriam Donasis
- 2003 : Combien?, de Laurent Coltelloni/Gilles Tillet
- 2003 : La Peur, de Meta Akkus
- 2006 : Histoires, de Yoel Dahan
- 2007 : V.1047, de Fred Gasimov
- 2008 : La Terrible Histoire de M. Langlois, de Dania Larras
- 2008 : Les Quatre Colonnes, de Azize Kabouche
- 2012 : Histoire Belge de Myriam Donasis
- 2013 : Königsberg de Philipp Mayrhofer
- 2015 : La Valse de Marylore de Marco Conti Sikic
- 2018 : Inheritance de Olivier Lacombe
- 2018 : Oranda de Livan Garcia-Duquesne
- 2019 : Carré 644 de Azize Kabouche
- 2021 : Nous Deux ou Bien Rien de Karina Beuthe Orr (en tant que réalisatrice)

### Télévision

#### Séries et téléfilms
- 2020 : Fan de Marine Colomies
- 2020 : The Crown de Paul Whittington (Netflix)
- 2020 : Adult Material de Dawn Shadforth (Channel 4)
- 2020 : Trigonometry de Athina Rachel Tsangari (BBC2)
- 2019 : Dinner Time de Marine Colomies
- 2019 : Engrenages de Jean-Philippe Amar
- 2019 : Surrogate Partner Therapy de Mateo Guez
- 2018 : Sous la peau de Didier Le Pêcheur - rôle de Lydia sur les 3 épisodes
- 2016 : Profilage de Vincent Jamain
- 2015 : Commissaire Magellan de Etienne Dhaene
- 2013 : Section de recherches (2 épisodes : Une place au soleil), Réalisation Gérard Marx
- 2013 : Secret Paris de Brad Michaelson
- 2012 : Morning Star de Klemen Novak
- 2010 : Mon mec en Collants de Gilles Tillet
- 2010 : Lost Memories (Alternative Reality Game), de Anne Larroque

#### Publicités
- 2019 : Optic 2000
- 2008 : MAAF, de Jean-Michel Ribes
- 2008 : Volkswagen, de Arnaud Roussel
- 2007 : Dassault, de Pascal Fellous
- 2007 : Corsairfly, de Olivier Babinet
- 2007 : Danette, de Ricardo Albinana
- 2006 : Siemens, de Pierre Isoard
- 2005 : MAAF, de Jean-Michel Ribes
- 2004 : Nissan, de Guillaume Couret
- 2004 : Surprise, de Jacques Bedel

#### Clips
- 2021 : Shaârghot
- 2015 : Inna Modja
- 2015 : Tahiti Boy
- 2006 : Michel Sardou (réalisation Olivier Marchal)